# McKinley Elementary School
 (mars 2021).
La McKinley Elementary School est une école américaine à Billings, dans le comté de Yellowstone, au Montana. Le bâtiment qui l'accueille est inscrit au Registre national des lieux historiques depuis le 16 mars 2021.